# Карликовый подвой
Ка́рликовый подво́й (слаборослый подвой) — группа подвоев, позволяющих получать низкорослые формы плодовых деревьев.
В качестве карликовых подвоев для яблони в южных районах Европейской части СССР использовали яблоню Дусен, Парадизку, в чернозёмной полосе — Парадизку краснолистную и другие подвои отечественной селекции. Привитые на эти подвои деревья достигают высоты 2,5—3 м. В центральных районах Европейской части, где указанные подвои незимостойки, испытывались другие селекционные полукарликовые подвои.
В мире существует разнообразные карликовые подвои для яблони (Д-1071, 62-396, М27, М8, М26). Подвой М9 для яблони считается основным и наиболее ценным в интенсивном садоводстве. Высота деревьев М9 составляет 2—2,5 метра. Яблони, привитые на этом подвое, вступают в плодоношение на 2—3 год и живут до 30 лет при омолаживающей обрезке. Плодоношение обильное и регулярное (при прореживании завязи и постоянной обрезке). Качество плодов высокое.
Основной карликовый подвой для груши — айва, редко ирга и боярышник.
Плодовые деревья, привитые на карликовых подвоях, имеют мелкозалегающую корневую систему, поэтому они предъявляют повышенные требования к плодородию почвы и водоснабжению. У карликовых деревьев формируют ярусную крону, у полукарликовых — разреженно-ярусную, или плоскую для создания «живой стены».

## Применение карликовых плодовых деревьев
- В качестве уплотнителей садов из сильнорослых деревьев.
- При освоении горных склонов.
- Для кадочной и выгоночной культуры.
- Для создания формовых деревьев и шпалер в виде различных пальмет, кордонов и т. п. Искусственные формы карликовых деревьев на шпалерах, в связи со сложностью их выведения не получили широкого распространения в нашей стране[1].
- Для получения максимальных урожаев яблок на ограниченной площади в фермерских и личных подсобных хозяйствах[2].